# Горбасов
Горбасов (укр. Горбасів) — село в Летичевском районе Хмельницкой области Украины.
Население по переписи 2001 года составляло 482 человека. Почтовый индекс — 31540. Телефонный код — 3857. Занимает площадь 1,812 км². Код КОАТУУ — 6823081601.

## Местный совет
31540, Хмельницкая обл., Летичевский р-н, с. Горбасов, ул. Центральная, 7